# Herb Stronia Śląskiego
Herb Stronia Śląskiego – jeden z symboli miasta Stronie Śląskie i gminy Stronie Śląskie w postaci herbu.

## Wygląd i symbolika
Herb przedstawia w polu herbowym czerwonym niedźwiedzia złotego, wspiętego, kroczącego w prawo, trzymającego w przednich łapach kielich srebrny z wzorem dzwonka.
Herb nawiązuje do przemysłu szklarskiego działającego w mieście i Jaskini Niedźwiedziej. Przemysł szklarski, a konkretnie Huta Szkła Kryształowego „Violetta”, był czynnikiem miastotwórczym Stronia Śląskiego. Z kolei niedźwiedź symbolizować ma lokalną przyrodę i rodzącą się funkcję turystyczną miasta. Główne tynktury, czyli złoto i czerwień, wywodzą się z barw herbowych dawnego hrabstwa kłodzkiego, później powiatu kłodzkiego, na terenie którego leży gmina Stronie Śląskie.

## Historia
W roku 1985 przyjęto herb, którego tarcza była podzielona na dwie części z zieloną głowicą. W górnej części umieszczony był piec szklarski zbudowany z białych cegieł i posiadający czarne żyłowanie. Piec posiadał żółte palenisko i czerwone płomienie. W palenisku umieszczona była niebieska czara. W części dolnej na białym tle widniał niedźwiedź brunatny. W jego pierwotnej wersji w głowicy był jeszcze napis STRONIE ŚL.
W 1999 wystąpiono o opinię w sprawie herbu do prezesa Polskiego Towarzystwa Heraldycznego, Stefana Kuczyńskiego. Kuczyński odniósł się do herbu krytycznie. Jego zdaniem niefortunne było zestawienie pieca z niedźwiedziem, jako przedmiotów z zupełnie innych światów. Ponadto liczne szczegóły pieca czyniły rysunek nieczytelnym. Kuczyński zwrócił także uwagę na niedopuszczalne umieszczenie w herbie napisu oraz zalecił użycie barwy czarnej dla niedźwiedzia. Kuczyński zaproponował zaprojektowanie nowego herbu, bądź też poddanie obecnego modyfikacjom eliminującym błędy. Władze miasta ograniczyły się jedynie do kosmetycznych poprawek. Usunięto napis i odmieniono sylwetkę niedźwiedzia. 
Po 13 latach od opinii prezesa Polskiego Towarzystwa Heraldycznego burmistrz Stronia Śląskiego rozpisał konkurs na nowy herb, a także opracowanie flagi i logo. Zwycięskie projekty herbu i flagi opracowali Robert Fidura i Kamil Wójcikowski. Nowy herb w sposób zgodny z regułami heraldyki czerpał z symboliki starego herbu.  W stosunku do herbu z lat 80 usunięto głowicę, zastąpiono piec hutniczy wyrobem owego pieca, narysowano od podstaw niedźwiedzia. Kielich wzorowany był na oryginalnym wyrobie huty. Ozdobiono go motywem dzwonka brodatego. Motyw ten był obecny na tzw. notgeldach czyli zastępczych banknotach emitowanych w Stroniu Śląskim w czasach niemieckich. Niedźwiedź to stylizowany heraldycznie niedźwiedź jaskiniowy. Starano się nadać mu cechy tego zwierzęcia, jednocześnie rysując je zgodnie z regułami heraldyki. Zwierzę to jest od zwykłego niedźwiedzia masywniejsze, ma krótszy pysk, oraz „kwadratowe” czoło. Herb ten uzyskał 15 czerwca 2012 pozytywną opinię Komisji Heraldycznej (Uchwała nr 92-1847/O/2012) i został uchwalony przez Radę Miasta 29 października 2012 r.

Herb Stronia Śląskiego w latach 1985-2012.
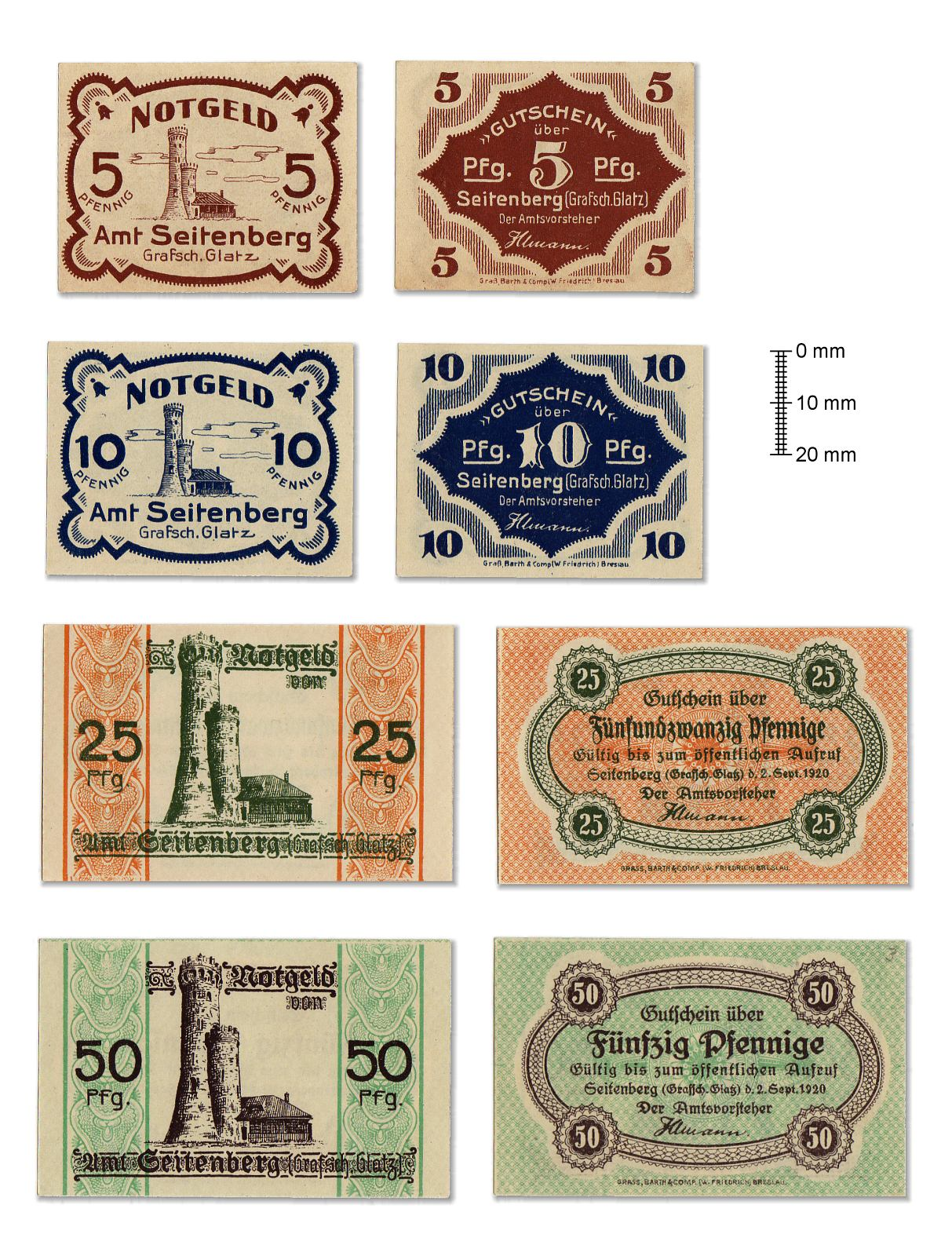
Motyw dzwonka na pięcio i dziesięciofenigowych notgeldach Stronia Śląskiego z 1920 roku.
Herb powiatu kłodzkiego, nawiązujący bezpośrednio do herbu hrabstwa kłodzkiego.
Flaga Stronia Śląskiego nawiązująca bezpośrednio do herbu gminy.